# Acetylacetonát hafničitý
Acetylacetonát hafničitý, zkráceně Hf(acac)4, je komplexní sloučenina se vzorcem Hf(C5H7O2)4, hafničitý komplex s acetylacetonátovými ligandy. Jeho grupa symetrie je D2, takže je komplex chirální. Připravuje se reakcí chloridu hafničitého s acetylacetonem a zásadou. Strukturou i vlastnostmi se mu podobá acetylacetonát zirkoničitý, Zr(acac)4.

## Použití
Acetylacetonát hafničitý, společně s butoxidem titaničitým, slouží jako katalyzátor při výrobě poly(butylentereftalátu).